# Coenonympha arcania
Coenonympha arcania es un insecto lepidóptero ropalócero de la familia Nymphalidae. (Linnaeus, 1761).

## Distribución
Se distribuye por Europa, Turquía, Transcaucasia, sur de Rusia, y sur y centro de los Urales. Se encuentra al norte y centro de la península ibérica.

## Descripción

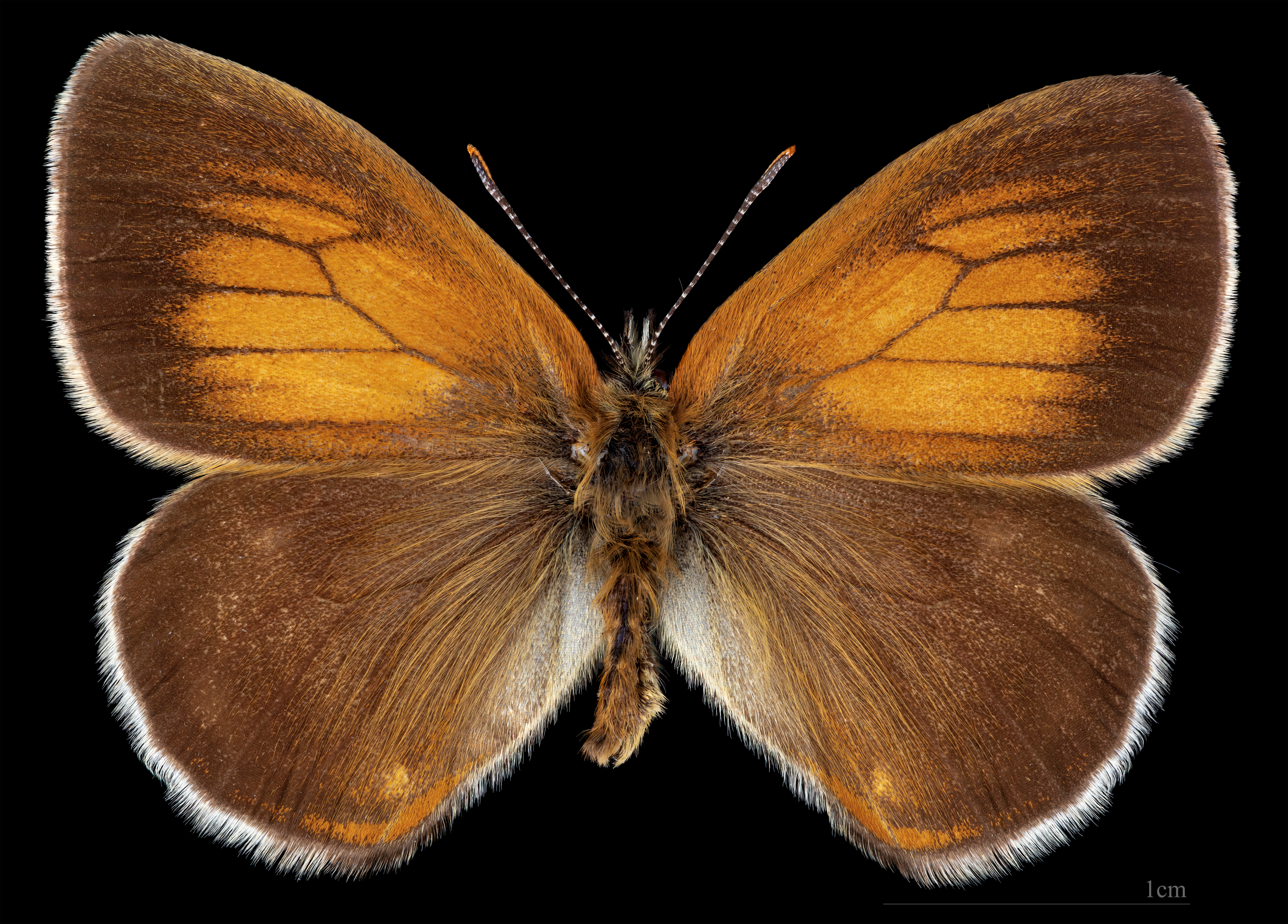
Coenonympha arcania ♂
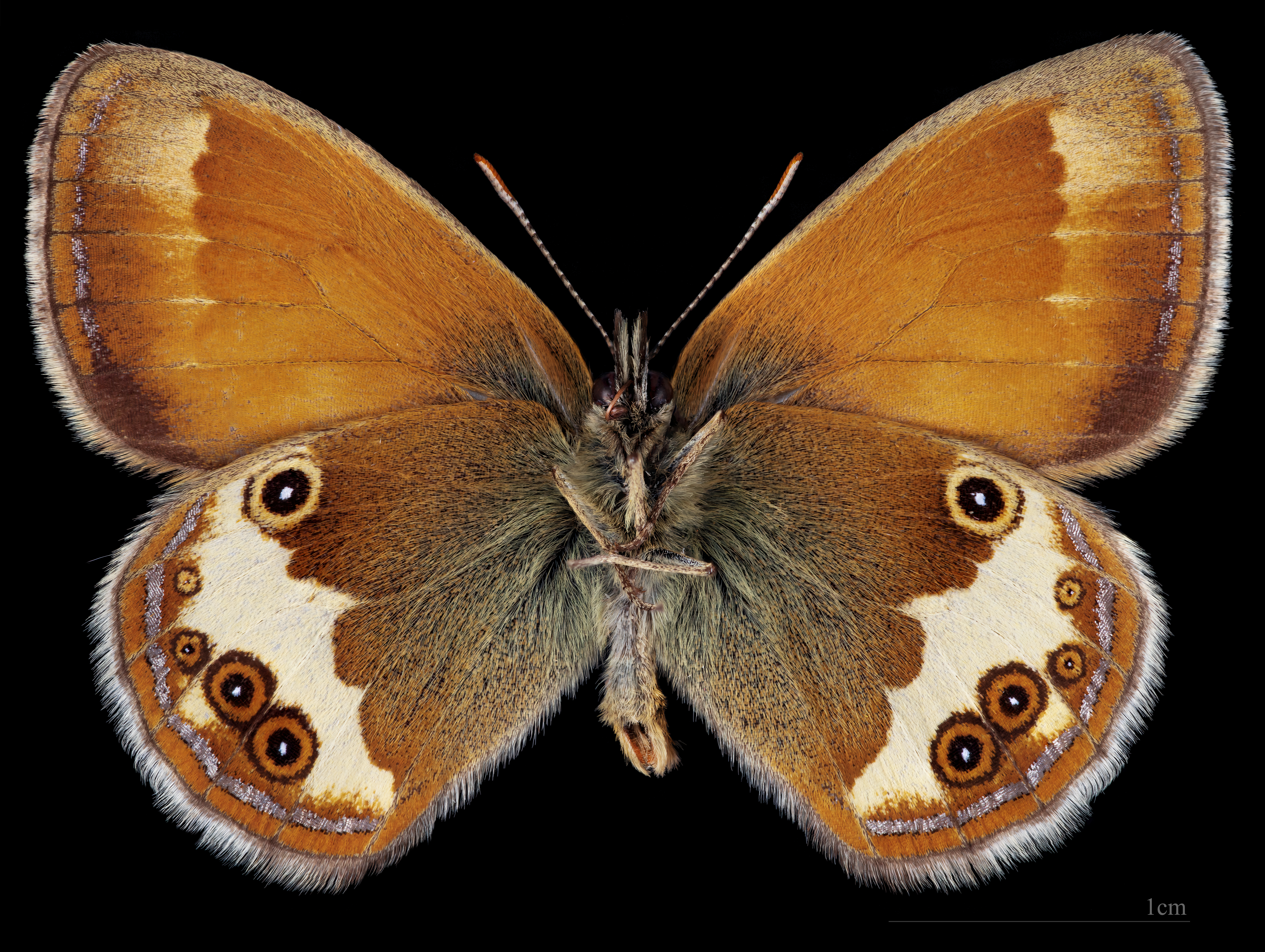
Coenonympha arcania ♂  △
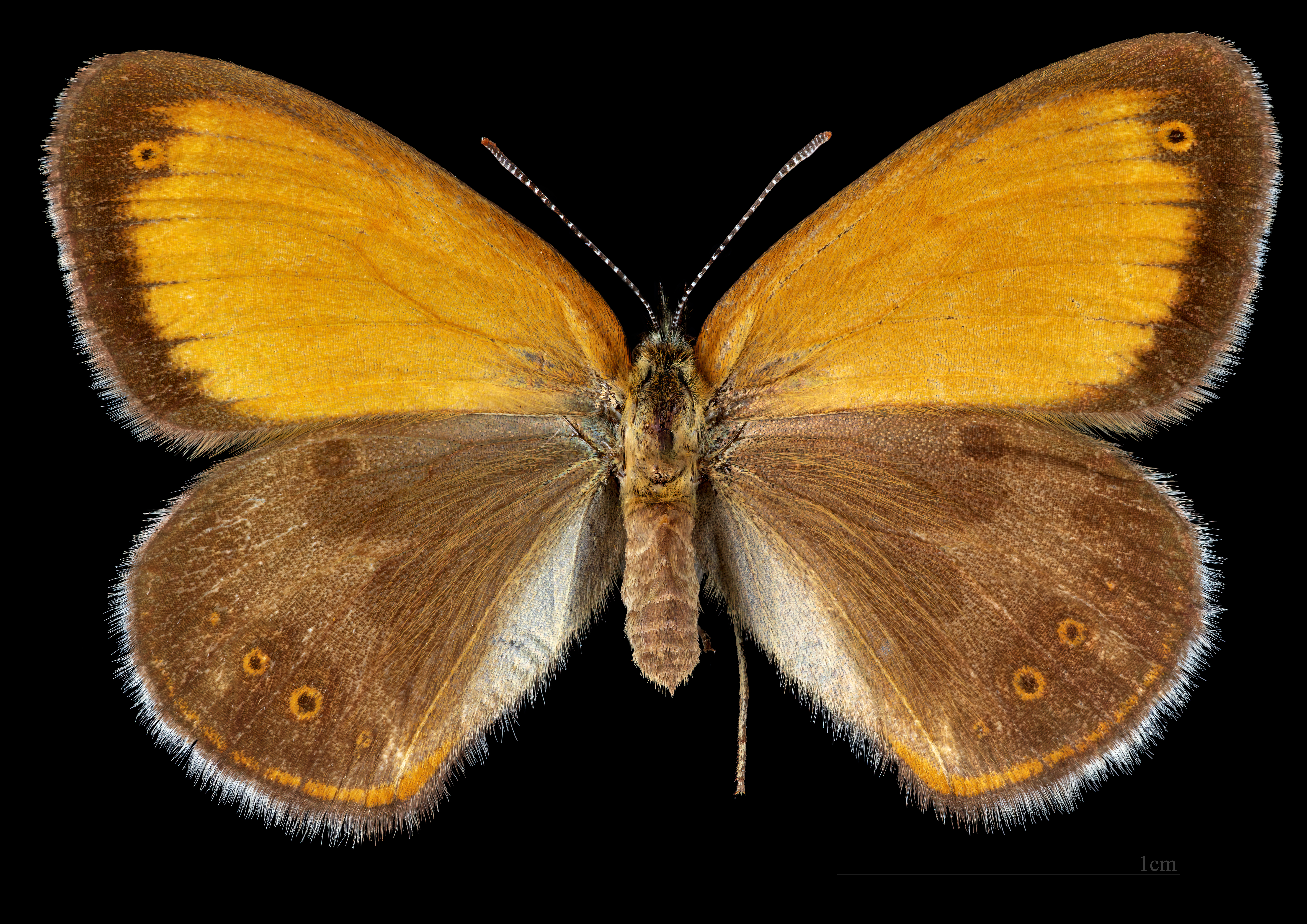
Coenonympha arcania ♀
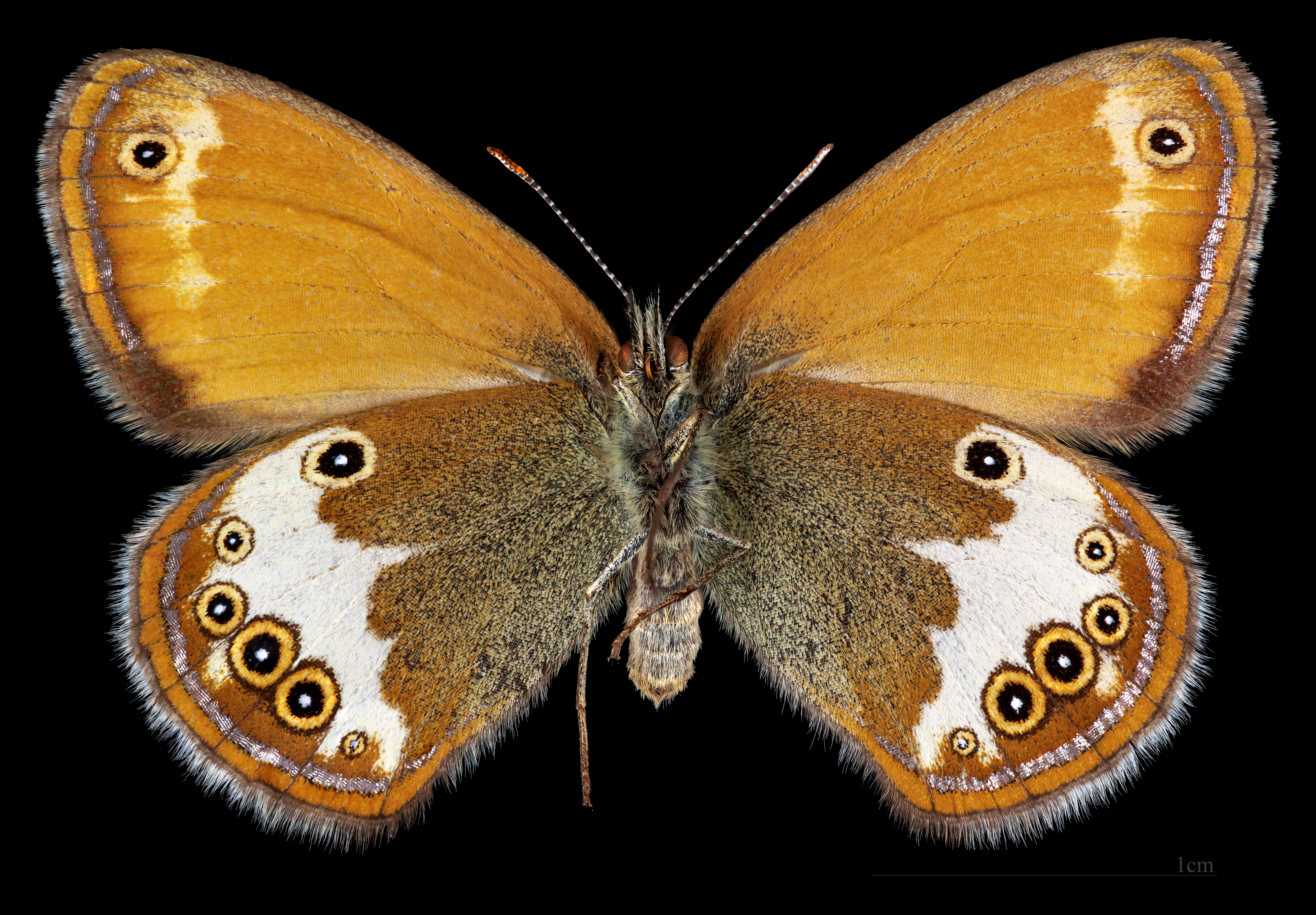
Coenonympha arcania ♀  △

## Sinónimos
- Coenonympha adenda (Caruel, 1944)
- Coenonympha anticaeca (Lempke, 1957)
- Coenonympha baltica (Goltz, 1932)
- Coenonympha biocellata (Pionneau, 1932)
- Coenonympha cephalidarwiniana (Verity, 1953)
- Coenonympha confluens (Lempke, 1957)
- Coenonympha crassolimbo (Verity, 1953)
- Coenonympha diaphana (Schawerda, 1942)
- Coenonympha heroides (Caruel, 1944)
- Coenonympha infraparvocellata (Lempke, 1957)
- Coenonympha lecerfi (De Lesse, 1949)
- Coenonympha lineigera (Lempke, 1957)
- Coenonympha lundbladi (Bryk, 1946)
- Coenonympha luxurians (Lempke, 1957)
- Coenonympha marmorata (Caruel, 1944)
- Coenonympha mattiaca (Metz, 1928)
- Coenonympha pallida (Revon, 1939)
- Coenonympha rufobrunnea (Warnecke, 1942)
- Coenonympha secunda (Verity, 1953)
- Coenonympha venata (Lempke, 1957)
- Philea orientalis (Rebelde, 1904

## Hábitat
Zonas arbustivas y herbosas con flores y claros de bosque húmedos o secos. 
La oruga se alimenta de gramíneas tales como Poa pratensis, Melica ciliata, Holcus lanatus.

## Período de vuelo
Vuela en una sola generación entre comienzos de mayo y mediados de agosto.